# TSG Harsewinkel
Die TSG Harsewinkel (vollständiger Name: Turn- und Sportgemeinschaft Harsewinkel von 1925 e. V.) ist ein Sportverein aus Harsewinkel. Der Verein hat über 2.500 Mitglieder in zehn Abteilungen. Die erste Fußballmannschaft spielte in den späten 1970er Jahren zwei Jahre in der drittklassigen Oberliga Westfalen. Die Vereinsfarben sind orange und schwarz.

## Geschichte
Am 5. März 1925 wurde der Spiel- und Sportverein Harsewinkel gegründet. Zwei Wochen später folgte die Umbenennung in DJK-SSV Harsewinkel. Gleichzeitig wurde die Fußballabteilung gegründet. Am 24. März 1927 fusionierte die DJK-SSV mit dem am 15. August 1925 gegründeten TV Harsewinkel zur Turn-, Spiel- und Sportgemeinschaft Harsewinkel. Dieser Zusammenschluss hielt nicht lange. Aufgrund ständiger Querelen um Geld um Einfluss spaltete sich der Fusionsverein nach wenigen Monaten wieder in die DJK Eintracht Harsewinkel und die TV Deutsche Turnerschar Harsewinkel auf. Nach der Machtübernahme von Adolf Hitler wurden reichsweit alle DJK-Vereine verboten. Die Mitglieder der DJK Eintracht traten dem Turnverein bei, der sich nun Turn- und Sportverein Harsewinkel nannte. 
Nach dem Ende des Zweiten Weltkriegs wurde der Turn- und Sportverein aufgelöst. Am 10. Oktober 1945 gründeten die Fußballer den FC Harsewinkel. Zusammen mit dem wieder gegründeten Turnverein wurde durch eine weitere Fusion am 31. Mai 1950 die heutige Turn- und Sportgemeinschaft gegründet. Die TSG Harsewinkel bietet die Sportarten Fußball, Handball, Hapkido, Leichtathletik, Schwimmen, Sport mit Handicap, Tischtennis, Turnen und Volleyball an.

## Fußball

### Geschichte
Im Jahre 1946 stieg die damals noch unter dem Namen FC Harsewinkel auftretende Mannschaft erstmals in die Bezirksklasse auf. Vier Jahre später mussten die Harsewinkeler nach einer 3:5-Niederlage nach Verlängerung gegen SuS Lage wieder absteigen, schaffte aber den sofortigen Wiederaufstieg. Nach mehreren Jahren in der Staffel Münster, wo die Harsewinkeler 1953 und 1954 jeweils Dritte wurden, wechselte die TSG 1956 in die Staffel Bielefeld und stieg prompt ab. Erst im Jahre 1969 gelang der Wiederaufstieg in die Bezirksklasse. Gleichzeitig stieg der örtliche Landmaschinenkonzern Claas bei der TSG ein. Mit Hilfe von „Fußball-Förder-Aktien“ mit einem Nennwert zwischen 50 und 1000 Mark sollte der Verein in den bezahlten Fußball und die Bundesliga „näher nach Harsewinkel“ gebracht werden. Geschäftsführer Emil Frank erhielt in der Lokalpresse nach einer Werbeaktion mit knapp bekleideten jungen Frauen den Beinamen „Porno-Emil“ verpasst. Mit Hilfe von gut bezahlten Spielern, die einen Arbeitsplatz bei Claas erhielten, schaffte die Mannschaft 1971 den Aufstieg in die Landesliga. 
Gleichzeitig wurden allerdings Präsident Walter Claas und Geschäftsführer Emil Frank wegen Verstoßes gegen das Vertragsspielerstatut angeklagt und gesperrt. Unter anderem hatte ein Spielervermittler pro Transfer ein Honorar von 9.000 Mark erhalten. Die Mannschaft ließ sich von diesen Querelen nicht beirren und schaffte mit einem Punkt Vorsprung auf den SV Porta Neesen und dem SV Ennigloh 09 den direkten Durchmarsch in die Verbandsliga Westfalen, aus der sie als Tabellenletzter gleich wieder abstiegen. Zurück in der Landesliga wurde die mit dem ehemaligen Bundesligaspieler Gerd Kohl verstärkte Mannschaft in die Staffel 4 eingruppiert und traf dabei aus Mannschaften aus dem Münsterland. Mit einem Punkt Vorsprung auf die Warendorfer SU gelang der direkte Wiederaufstieg. Aber auch die zweite Verbandsligasaison 1974/75 endete mit dem Abstieg als Tabellenletzter. Im Jahre 1977 gelang schließlich der dritte Aufstieg in die Verbandsliga, dieses Mal aus der Landesligastaffel 5, in der Vereine aus der Mitte Westfalens spielten. 
Als Tabellenzehnter qualifizierten sich die Harsewinkler 1978 für die neu geschaffene Oberliga Westfalen. Dabei profitierte die TSG von der Fusion der Fußballabteilungen der Gütersloher Vereine DJK und Arminia zum FC Gütersloh, wodurch ein Oberligaplatz für die TSG frei wurde. Nach einem zehnten Platz in der Saison 1978/79 folgte ein Jahr später der Abstieg als Tabellenletzter. Die Mannschaft wurde 1981 als Tabellenletzter in die Landesliga durchgereicht und stieg zwei Jahre später in die Bezirksliga ab. Nach einer Vizemeisterschaft hinter dem VfB 03 Bielefeld im Jahre 1990 gelang zwei Jahre später der Wiederaufstieg in die Landesliga. Am Saisonende ging es jedoch prompt wieder zurück in die Bezirksliga. Nach zwei weiteren Vizemeisterschaften in den Jahren 1996 und 1998 hinter dem VfB Schloß Holte bzw. der DJK Eintracht Wiedenbrück gelang im Jahre 2000 der erneute Aufstieg in die Landesliga, wo sich die TSG etablieren konnte, aber nicht über den Abstiegskampf hinauskam. 2005 ging es wieder in die Bezirksliga zurück und die Harsewinkeler wurden ein Jahr später in die Kreisliga A durchgereicht. 
Nach Vizemeisterschaften in den Jahren 2008, 2009 und 2010 gelang im Jahre 2012 der Aufstieg in die Bezirksliga. Am vorletzten Spieltag der Saison 2013/14 sicherte sich die TSG durch ein 0:0 gegen den SV Jerxen-Orbke die Meisterschaft in der Bezirksliga und machte somit den Aufstieg in die Landesliga perfekt. Zwei Jahre später stieg die TSG mit nur sieben Punkten wieder in die Bezirksliga ab. Es war der erste von drei Abstiegen in Folge, der die Harsewinkeler 2018 in die Kreisliga B führte. Im Sommer 2021 übernahm der Ex-Profi Dirk Otten zusammen mit seinem Bruder das Traineramt. Zwei Jahre später gelang der Aufstieg in die Kreisliga A.

### Stadion
Die TSG Harsewinkel trägt seine Heimspiele im Moddenbachstadion aus. Das Stadion wurde im Jahre 1966 gebaut und bietet Platz für 3000 Zuschauer. Es gibt keine Sitzplätze. Entlang des Prozessionswegs befinden sich auf einer Länge von etwa 50 Meter überdachte Plätze. Das Spielfeld ist von einer Laufbahn umgeben, die entlang der überdachten Tribüne sechs und ansonsten vier Spuren aufweist. Der Stadionname leitet sich vom Moddenbachtal ab, das sich südlich des Stadions befindet.

### Persönlichkeiten
- Walter Banse
- Heribert Bruchhagen
- Horst Gamon
- Bernhard Hartmann
- Helmut Jonscher
- Sandro Jurado García
- Gerd Kohl
- Dirk Otten
- Michael Piwowarski
- Dieter Reh
- Dieter Schulz

### Saisonbilanzen
Grün unterlegte Platzierungen kennzeichnen einen Aufstieg während rot unterlegte Platzierungen auf Abstiege hinweisen.
| Saisonbilanzen 1946 bis 1985 | Saisonbilanzen 1946 bis 1985    | Saisonbilanzen 1946 bis 1985 | Saisonbilanzen 1946 bis 1985 | Saisonbilanzen 1946 bis 1985 | Saisonbilanzen 1946 bis 1985 |
| Saison                       | Liga                            | Level                        | Platz                        | Punkte                       |                              |
| ---------------------------- | ------------------------------- | ---------------------------- | ---------------------------- | ---------------------------- | ---------------------------- |
| 1946/47                      | Bezirksklasse, Gr. 6c           | II                           | 5.                           | 16:18                        |                              |
| 1947/48                      | Bezirksklasse, Gr. 9            | III                          | 6.                           | 23:23                        |                              |
| 1948/49                      | Bezirksklasse, Gr. 9            | III                          | 6.                           | 21:23                        |                              |
| 1949/50                      | Bezirksklasse, Gr. 1            | V                            | 13.                          | 23:37                        |                              |
| 1950/51                      | 1. Kreisklasse Warendorf (WAF)  | VI                           | 1.                           | :                            |                              |
| 1951/52                      | Bezirksklasse, Gr. 9            | V                            | 5.                           | 34:22                        |                              |
| 1952/53                      | Bezirksklasse, Gr. 9            | IV                           | 3.                           | 39:21                        |                              |
| 1953/54                      | Bezirksklasse, Gr. 10           | IV                           | 3.                           | 38:18                        |                              |
| 1954/55                      | Bezirksklasse, Gr. 9            | IV                           | 11.                          | 21:31                        |                              |
| 1955/56                      | Bezirksklasse, Gr. 1            | IV                           | 8.                           | 22:30                        |                              |
| 1956/57                      | Bezirksklasse, Gr. 1            | V                            | 15.                          | 10:46                        |                              |
| 1957/58                      | 1. Kreisklasse Münster, Gr. WAF | VI                           | .                            | :                            |                              |
| 1958/59                      | 1. Kreisklasse Münster, Gr. WAF | VI                           | .                            | :                            |                              |
| 1959/60                      | 1. Kreisklasse Münster, Gr. WAF | VI                           | .                            | :                            |                              |
| 1960/61                      | 1. Kreisklasse Münster, Gr. WAF | VI                           | .                            | :                            |                              |
| 1961/62                      | 1. Kreisklasse Münster, Gr. WAF | VI                           | .                            | :                            |                              |
| 1962/63                      | 1. Kreisklasse Münster, Gr. WAF | VI                           | .                            | :                            |                              |
| 1962/63                      | 1. Kreisklasse Münster, Gr. WAF | VI                           | 4.                           | :                            |                              |
| 1963/64                      | 1. Kreisklasse Münster, Gr. WAF | VI                           | 3.                           | 35:13                        |                              |
| 1964/65                      | 1. Kreisklasse Münster, Gr. WAF | VI                           | 1.                           | 41:7                         |                              |
| 1965/66                      | Bezirksklasse, Gr. 2            | V                            | 17.                          | 12:52                        |                              |
| 1966/67                      | 1. Kreisklasse Münster, Gr. WAF | VI                           | 2.                           | 47:9                         |                              |
| 1967/68                      | 1. Kreisklasse Münster, Gr. WAF | VI                           | 3.                           | 39:13                        |                              |
| 1968/69                      | 1. Kreisklasse Münster, Gr. WAF | VI                           | 1.                           | 46:6                         |                              |
| 1969/70                      | Bezirksklasse, Gr. 2            | V                            | 3.                           | 33:24                        |                              |
| 1970/71                      | Bezirksklasse, Gr. 2            | V                            | 1.                           | 55:5                         |                              |
| 1971/72                      | Landesliga, Gr. 1               | IV                           | 1.                           | 43:17                        |                              |
| 1972/73                      | Verbandsliga, Gr. 1             | III                          | 16.                          | 22:38                        |                              |
| 1973/74                      | Landesliga, Gr. 4               | IV                           | 1.                           | 40:20                        |                              |
| 1974/75                      | Verbandsliga, Gr. 1             | III                          | 18.                          | 23:45                        |                              |
| 1975/76                      | Landesliga, Gr. 5               | IV                           | 2.                           | 38:22                        |                              |
| 1976/77                      | Landesliga, Gr. 1               | IV                           | 1.                           | 45:15                        |                              |
| 1977/78                      | Verbandsliga, Gr. 1             | III                          | 10.                          | 36:32                        |                              |
| 1978/79                      | Oberliga Westfalen              | III                          | 10.                          | 31:37                        |                              |
| 1979/80                      | Oberliga Westfalen              | III                          | 18.                          | 18:50                        |                              |
| 1980/81                      | Verbandsliga, Gr. 1             | IV                           | 16.                          | 17:43                        |                              |
| 1981/82                      | Landesliga, Gr. 1               | V                            | 9.                           | 31:29                        |                              |
| 1982/83                      | Landesliga, Gr. 1               | V                            | 14.                          | 25:35                        |                              |
| 1983/84                      | Bezirksliga, Gr. 2              | VI                           | 5.                           | 33:27                        |                              |
| 1984/85                      | Bezirksliga, Gr. 2              | VI                           | 6.                           | 34:26                        |                              |

| Saisonbilanzen seit 1985 | Saisonbilanzen seit 1985 | Saisonbilanzen seit 1985 | Saisonbilanzen seit 1985 | Saisonbilanzen seit 1985 | Saisonbilanzen seit 1985 |
| Saison                   | Liga                     | Level                    | Platz                    | Punkte                   |                          |
| ------------------------ | ------------------------ | ------------------------ | ------------------------ | ------------------------ | ------------------------ |
| 1985/86                  | Bezirksliga, Gr. 2       | VI                       | 6.                       | 32:28                    |                          |
| 1986/87                  | Bezirksliga, Gr. 2       | VI                       | 10.                      | 28:32                    |                          |
| 1987/88                  | Bezirksliga, Gr. 2       | VI                       | 6.                       | 34:30                    |                          |
| 1988/89                  | Bezirksliga, Gr. 2       | VI                       | 12.                      | 28:32                    |                          |
| 1989/90                  | Bezirksliga, Gr. 2       | VI                       | 2.                       | 44:16                    |                          |
| 1990/91                  | Bezirksliga, Gr. 2       | VI                       | 4.                       | 34:26                    |                          |
| 1991/92                  | Bezirksliga, Gr. 2       | VI                       | 1.                       | 43:17                    |                          |
| 1992/93                  | Landesliga, Gr. 1        | V                        | 16.                      | 21:39                    |                          |
| 1993/94                  | Bezirksliga, Gr. 2       | VI                       | 11.                      | 24:32                    |                          |
| 1994/95                  | Bezirksliga, Gr. 2       | VII                      | 13.                      | 26:34                    |                          |
| 1995/96                  | Bezirksliga, Gr. 2       | VII                      | 2.                       | 58                       |                          |
| 1996/97                  | Bezirksliga, Gr. 2       | VII                      | 4.                       | 54                       |                          |
| 1997/98                  | Bezirksliga, Gr. 2       | VII                      | 2.                       | 59                       |                          |
| 1998/99                  | Bezirksliga, Gr. 2       | VII                      | 2.                       | 53                       |                          |
| 1999/00                  | Bezirksliga, Gr. 2       | VII                      | 1.                       | 71                       |                          |
| 2000/01                  | Landesliga, Gr. 1        | VI                       | 9.                       | 45                       |                          |
| 2001/02                  | Landesliga, Gr. 1        | VI                       | 12.                      | 29                       |                          |
| 2002/03                  | Landesliga, Gr. 1        | VI                       | 12.                      | 35                       |                          |
| 2003/04                  | Landesliga, Gr. 1        | VI                       | 13.                      | 33                       |                          |
| 2004/05                  | Landesliga, Gr. 1        | VI                       | 16.                      | 17                       |                          |
| 2005/06                  | Bezirksliga, Gr. 2       | VII                      | 14.                      | 31                       |                          |
| 2006/07                  | Kreisliga A Gütersloh    | VIII                     | 3.                       | 68                       |                          |
| 2007/08                  | Kreisliga A Gütersloh    | VIII                     | 2.                       | 67                       |                          |
| 2008/09                  | Kreisliga A Gütersloh    | IX                       | 2.                       | 67                       |                          |
| 2009/10                  | Kreisliga A Gütersloh    | IX                       | 2.                       | 68                       |                          |
| 2010/11                  | Kreisliga A Gütersloh    | IX                       | 4.                       | 60                       |                          |
| 2011/12                  | Kreisliga A Gütersloh    | IX                       | 1.                       | 76                       |                          |
| 2012/13                  | Bezirksliga, Gr. 2       | VIII                     | 5.                       | 55                       |                          |
| 2013/14                  | Bezirksliga, Gr. 2       | VIII                     | 1.                       | 68                       |                          |
| 2014/15                  | Landesliga, Gr. 1        | VII                      | 13.                      | 34                       |                          |
| 2015/16                  | Landesliga, Gr. 2        | VII                      | 16.                      | 7                        |                          |
| 2016/17                  | Bezirksliga, Gr. 2       | VIII                     | 17.                      | 13                       |                          |
| 2017/18                  | Kreisliga A Gütersloh    | IX                       | 16.                      | 22                       |                          |
| 2018/19                  | Kreisliga B2 Gütersloh   | X                        | 4.                       | 56                       |                          |
| 2019/20                  | Kreisliga B1 Gütersloh   | X                        | 7.                       | 35                       |                          |
| 2020/21                  | Kreisliga B1 Gütersloh   | X                        | –                        | 1                        |                          |
| 2021/22                  | Kreisliga B2 Gütersloh   | X                        | 5.                       | 41                       |                          |
| 2022/23                  | Kreisliga B2 Gütersloh   | X                        | 1.                       | 60                       |                          |
| 2023/24                  | Kreisliga A Gütersloh    | IX                       | 14.                      | 25                       |                          |
| 2024/25                  | Kreisliga A Gütersloh    | IX                       | 4.                       | 52                       |                          |

## Handball
Heimspielstätte der Harsewinkler Handballer ist die Dreifachturnhalle Harsewinkel. Sie befindet sich am Tecklenburger Weg neben dem Harsewinkeler Gymnasium.

### Männer
Die erste Handballmannschaft der Männer wurde von 2008 bis 2013 vom 86fachen deutschen Nationalspieler Mike Bezdicek trainiert, der mit der Mannschaft zweimal aufstieg. Der zweite Aufstieg gelang im Jahre 2013 und führte die TSG in die fünftklassige Verbandsliga Westfalen. Fünf Jahre später stiegen die Harsewinkeler dann in die Oberliga Westfalen auf. Allerdings folgte dort in der Saison 2018/19 der direkte Wiederabstieg. In der folgenden Saison 2019/20 gelang der Wiederaufstieg in die Oberliga, die im Sommer 2024 in Regionalliga Westfalen umbenannt wurde.

### Frauen
Die erste Mannschaft der Frauen stieg unter Trainer Manuel Mühlbrandt im Jahre 2015 mit der makellosen Bilanz von 44:0 Punkten in die Verbandsliga auf. Zwei Jahre später musste das Team mit ganzen 1:43 Punkten wieder die Verbandsliga nach unten verlassen und spielt seitdem in der Landesliga.

### Persönlichkeiten
- Mike Bezdicek
- Johnny Dähne
- Tobias Fröbel
- Pascal Welge